# Коктал (Панфиловский район)
Коктал (каз. Көктал) — село в Панфиловском районе Жетысуской области Казахстана. Административный центр Коктальского сельского округа. Находится примерно в 18 км к западу от города Жаркент, административного центра района, на высоте 605 метров над уровнем моря. Код КАТО — 195639100.

## Этимология
В переводе с казахского языка слово коктал означает «ива».
Первоначальное название Голубевская  в честь астронома и геодезиста Александра Фёдоровича Голубева, проводившего в этих краях геодезические работы. 

## История
Станица Голубевская основана в 1872 году на месте пикета Борохудзир, 19 крестьянскими семьями, переселенцами из Тобольской губернии. Через три года сюда же были поселены 50 семей сибирских казаков.
В 1926 году переименована в село Коктал.
В 1931—1956 годах Коктал был центром Октябрьского района.
В 1957 году в селе возникло овцеводческое хозяйство «Коктал». В 1997 году на его базе были созданы одноимённый производственный кооператив и несколько крестьянских хозяйств.

## Население
В 1999 году население села составляло 10 814 человек (5328 мужчин и 5486 женщин). По данным переписи 2009 года, в селе проживало 10 360 человек (5148 мужчин и 5212 женщин)

## Известные уроженцы
- Ахмадов, Рамзан Аюбович — Народный артист России.
- Султанов, Куаныш Султанович — казахстанский политический деятель, журналист, политолог.
- Канат Нурмухамедович Омарбаев — советский и казахский оперный певец, музыкальный педагог.

## Достопримечательности
Неподалёку от Коктала находится Священное дерево Киели Агаш - Аулие Агаш.
Коктал (средневековое городище) находится под охраной государства и включен в Государственный список памятников истории и культуры местного значения Алматинской области.